# Tuc de Sendrosa
El Tuc de Sendrosa és una muntanya de 2.482 metres que es troba al municipi de Naut Aran a la Vall d'Aran.